# Noblesse suisse

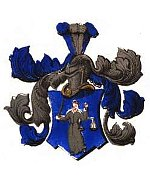
Armoiries de la famille Zellweger (de Saint-Gall).

La noblesse suisse est l'ensemble des individus et des familles qui étaient reconnus comme faisant partie de la caste aristocratique et qui, de ce fait, jouissaient de privilèges héréditaires. Cependant, la possession d'un titre de noblesse empêchait l'accès à des charges importantes dans plusieurs cantons. En Suisse, contrairement à l'étranger, la noblesse était moins privilégiée, que ce soit d'un point de vue politique, social, juridique ou fiscal.
Selon le document ci-dessous (en liens externes), la noblesse suisse représenterait aujourd'hui 1,06 ‰ de la population avec 450 familles.
Il semble que l'usage des titres de noblesse soit aujourd'hui limité aux seules relations sociales : les documents d'état civil ne mentionnent plus les titres.